# Веригино (Нижегородская область)

Улица в Веригино

Вери́гино — село в составе Абрамовского сельсовета Арзамасского района Нижегородской области.
Состоит из двух частей: Выселка и Заовраг. В Веригино работает сельский магазин. На территории села есть кладбище. Вблизи села проходит трасса. Разрушенные здания — церковь, клуб, начальная школа.

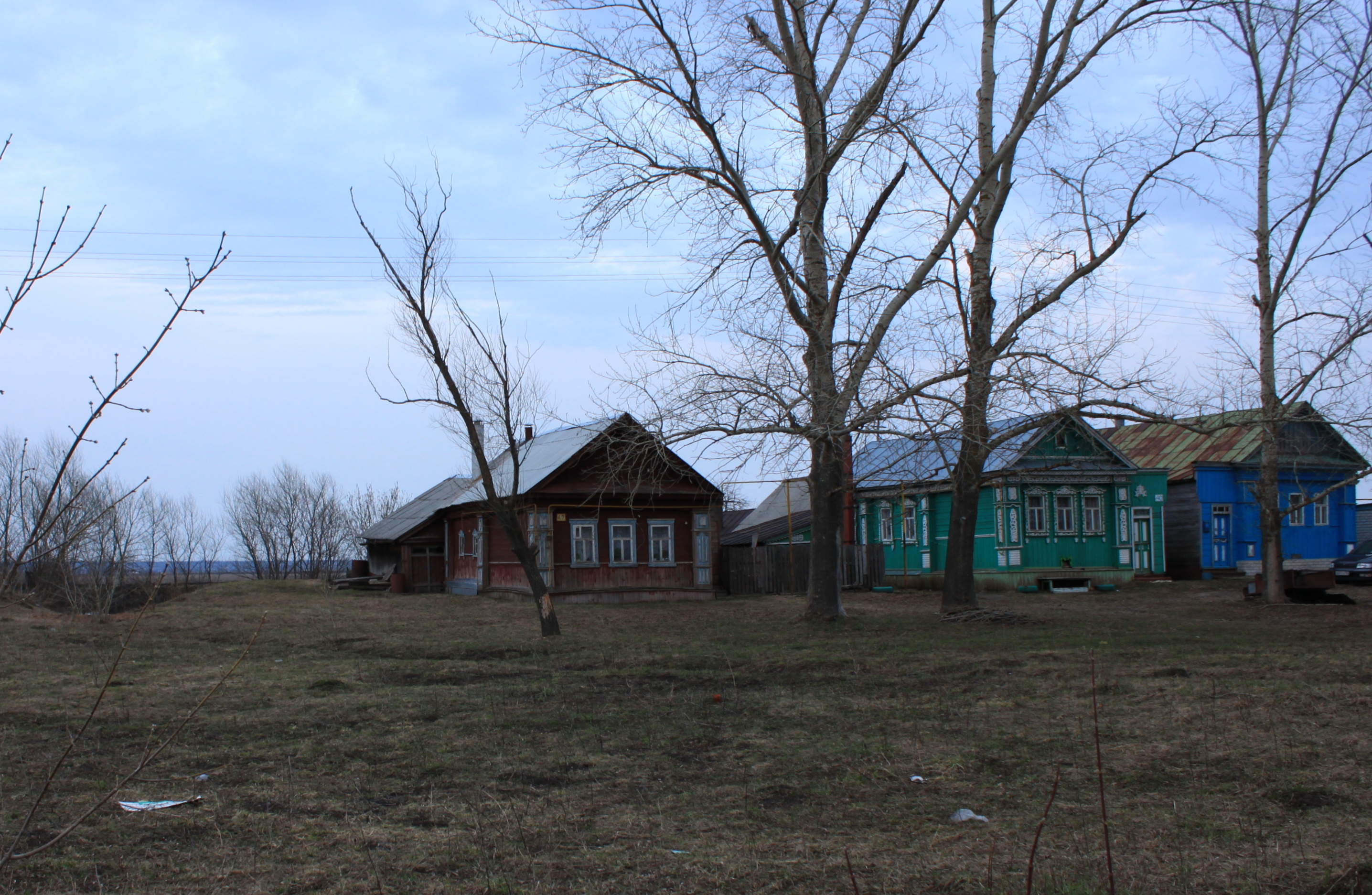
Центральная улица

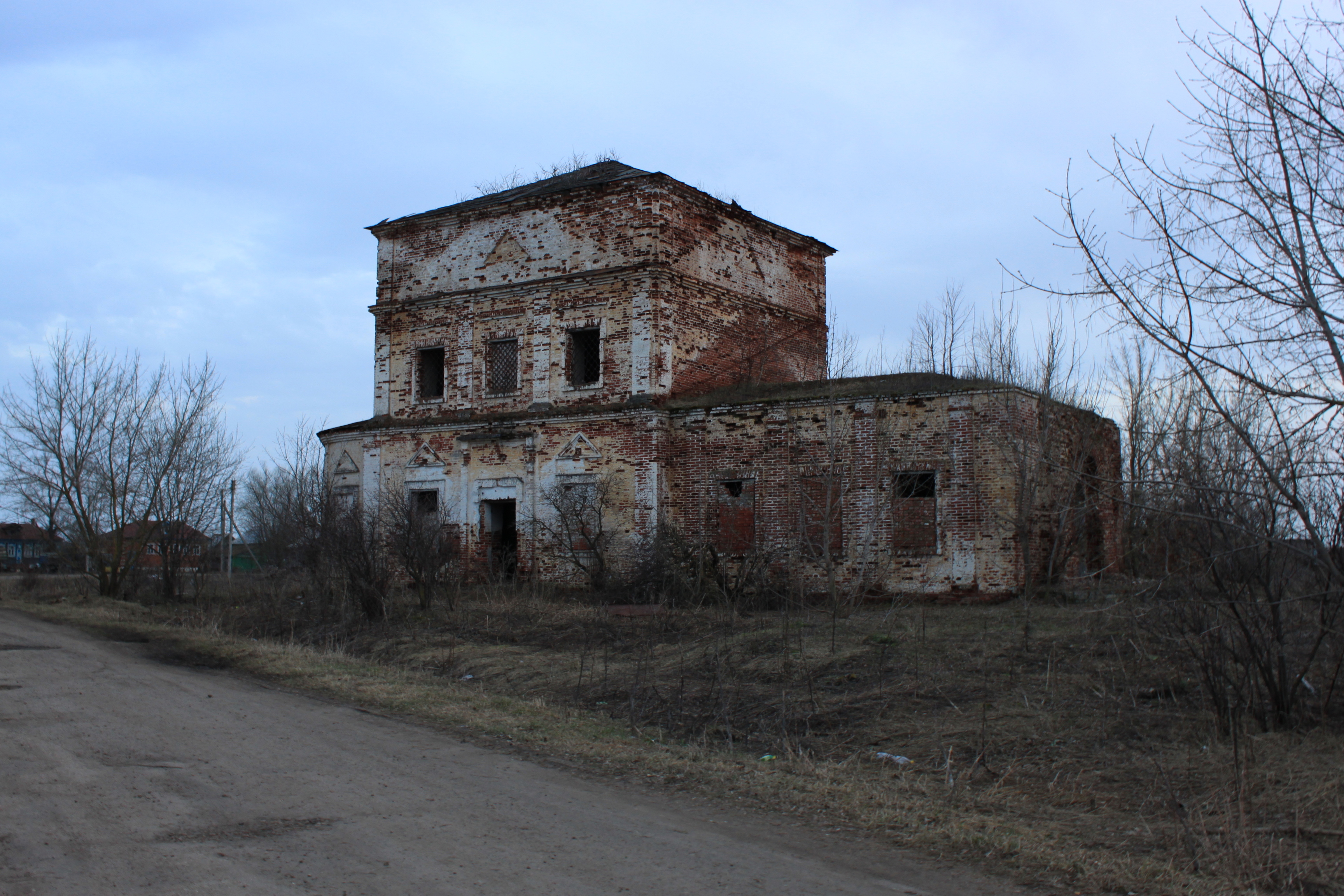
Церковь Покрова Пресвятой Богородицы

## Население
| 1999 | 2002 | 2010 |
| ---- | ---- | ---- |
| 213  | ↘141 | ↘128 |

## Природа
Село очень живописное, особенно летом. Много деревьев. В селе есть несколько прудов. Рядом с селом есть овраг.

## Известные жители

Веригинский сельский клуб

Известные жители села, Логиновы, владели большими земельными наделами и множеством скота. После революции стали жертвами «раскулачивания», дальнейшая судьба неизвестна.

## Население
Проживают в Веригино около 200 человек. Почти все друг другу родственники.

## Покровская церковь
Достопримечательность села — Покровская церковь, построенная в 1821 году. До революции она была великолепно украшена. Многие части внутри церкви, а также купол, были позолочены. Также были замечательные фрески. Наружные стены церкви были выбелены. Церковь была окружена забором. При церкви было кладбище. Частично разрушена большевиками в 1930-х годах. В период СССР в церкви была пекарня. В настоящее время ведутся работы по восстановлению.